# Eucalyptus baudiniana
Eucalyptus baudiniana är en myrtenväxtart som beskrevs av S.G.M. Carr och D.J. Carr. Eucalyptus baudiniana ingår i släktet Eucalyptus och familjen myrtenväxter. Inga underarter finns listade i Catalogue of Life.